# Shire of East Pilbara
Shire of East Pilbara is een Local Government Area (LGA) in Australië in de staat West-Australië. Shire of East Pilbara telde 9.760 inwoners in 2021. De hoofdplaats is Newman.
Het is gemeten in oppervlakte de op twee na grootste gemeente ter wereld, na twee Groenlandse gemeenten, namelijk Qaasuitsup en Sermersooq, ieder met rond de 650.000 km². Voor 2009 was het de gemeente met de grootste oppervlakte ter wereld.